# سراء
سراء هو موضع أثري في السعودية يقع في حائل يبعد مسافة 50 كم جنوب مدينة حائل عاصمة المنطقة، وهو موقع حصين موفور الماء، ومأهول تاريخياً، وتقوم عليه حاليا قرية تسمى قرية سراء ويسكنها فخذ الهمزان من قبيلة شمر وتقع في شرقي هضبة الديرع ضمن جبال رمان الأسمر في منطقة الثنية ما بين جبلي أجا وسلمى، وهي على طريق الحجاز القديم، وحاليا على طريق الحجاز السريع، ويخترقها وادي سراء الذي تكسوه النخيل البعل، مياهها قريبة ووفيرة ولكنها هماج غير صالحة للشرب، وهي بحاجة ماسة للماء العذب.
تأثرت سلبا بنزف الهجرة الداخلية التي أفرغتها من شبابها، مما أدى إلى تناقص عدد السكان وبالتالي إلى تدني الخدمات الأساسية ؛
قد تردد اسم هذا الموقع كثيرا في الشعر الجاهلي والهلالي، (توجد به آبار وآثار من قصور وقلاع، ونقوش جبلية ثمودية ولحيانية وأسدية وطائية)
جاء ذكر سراء في الشعر الجاهلي ومن ذلك ما قاله الشاعر زهير بن أبي سلمى
دارٍ لأسماء بالغمرين ماثلةً * كالوحي ليس بها من أهلها أرمُ
و قد أراها جميعاً غير مقويةٍ * سـراء منها فـ وادي الجفر والهدم
و كانت سراء من أشهر موارد آل أسلم المحببّة لهم، وتسمّى مارد القروى والقروى ناقة لهم، وكانت أكبر بلدة قائمة يوما ما، حتى أن صاحب معجم البلدان وصفها بأنها مدينة سلمى وفيها أكثر من ثلاثمائة بئر كان منها خمسة عليها حصون حصينة لا تزال آثارها بادية للعيان.
ويقول أحد الشعراء إبان تغريبة بني هلال:
صفى جو سراء ورك وياطب إلا مطوية * العلا عليها أربع طول الليال وقوف